# Stipa castellanosii
Stipa castellanosii är en gräsart som beskrevs av Fidel Antonio Roig. Stipa castellanosii ingår i släktet fjädergrässläktet, och familjen gräs. Inga underarter finns listade i Catalogue of Life.